# Leandro Sapucahy
Leandro Sapucahy da Silva (Rio de Janeiro, 27 de abril de 1970) é um produtor musical, cantor, percussionista e compositor brasileiro.

## Carreira Musical
A música entrou na vida de Leandro Sapucahy meio de brincadeira, e, desde criança, os instrumentos viraram brinquedos e, dos brinquedos fazia instrumentos, tirando som de tudo. “Minha mãe cantava em casa o dia todo, tem um repertório enorme, popularzão, tipo Rádio Nacional, muita afinação e swing. Meu pai era mais bossa-novista - João Gilberto, Leny Andrade”.
Já adolescente, foi apresentar-se profissionalmente, o que fez com que seu repertório aumentasse. "Precisava conhecer mais estilos e enveredei pela MPB, pelo rock... Tocava até aquilo de que eu não gostava muito. Vários fatores começaram a me puxar para a percussão e para a música. Tinha um bloco carnavalesco que ensaiava perto da minha casa, por exemplo", conta. Daí para o trabalho profissional em estúdio foi um grande pulo. Leandro Sapucahy deixou sua marca em vários discos de samba, como músico e muitas vezes como produtor.

### Cotidiano
Seu primeiro CD, “Cotidiano”, trouxe participações de bambas como Zeca Pagodinho, Arlindo Cruz e do chapa Marcelo D2. O disco reúne músicas que ele foi juntando aos poucos, sem pressa, conduzido por uma idéia-fixa-quase-missão: qualidade e a capacidade de satisfazer a si mesmo. "Como produtor, sempre recebi muito material dos compositores. O que não ia servindo para o mercado, eu ia separando. Aos poucos, juntei coisas. Resolvi fazer o meu disco sem pressão. Meu intuito foi criar algo que as pessoas ouvissem e não considerassem parecido com nada do que já está por aí. Isso sem no entanto deixar de lado uma boa linguagem e uma melodia bonita", explica Sapucahy.
Leandro insistiu na ideia de dar à luz um trabalho que por um lado celebrasse o talento de compositores-referência e, por outro, fosse diferente de tudo que há no mercado. "Resolvi fazer um disco por prazer. Meu trabalho é centralizado no samba, mas é pesado, chega perto do rap. Eu não sou mergulhado na política, mas passei a prestar atenção no comportamento da classe política. É um disco que fala sobre corrupção, balas perdidas. Mas também fala sobre esperança e família", conta.

### Ideologia Musical
Ao fazer músicas, ele se posiciona de uma maneira muito própria. "Quero espetar. E quero que os espetados me ouçam. Me posiciono como povo, mas aproveito o lugar onde estou para mandar mensagens. Não vou no óbvio, nunca. Sempre fui do contra, desde moleque. Além disso, quero resgatar bons autores. Isso vai ser bom para o samba”, prega ele.